# 瑞安·弗赖伊
瑞安·弗赖伊（英語：Ryan Fry，1978年7月25日—），加拿大男子冰壶运动员。他曾代表加拿大获得2014年冬季奥运会冰壶比赛男子团体金牌。他也在2013年世界男子冰壶锦标赛上获得银牌。